# عملیات حیرام
عملیات حیرام (در عبری: מבצע חירם) همچنین معروف به نبرد سعسع، نام عملیاتی نظامی بود که توسط نیروهای دفاعی اسرائیل در زمان جنگ اعراب و اسرائیل (۱۹۴۸) صورت گرفت. عملیات حیرام در پاسخ به حملات ارتش آزادیبخش عرب به فرماندهی فوزی القاوقجی به شهرک یهودی‌نشین مانارا طراحی شد. فرماندهی تیپ باراک برعهده موشه کارمل بود. در عملیات حیرام، نیروهای دفاعی اسرائیل موفق شدند مناطق شمالی موسوم به الجلیل را به تصرف خود درآورند. در اثر درگیری میان نیروهای دفاعی اسرائیل و ارتش آزادیبخش عربی، چند باب منزل مسکونی در روستای سعسع تخریب شدند و ده‌ها فلسطینی نیز کشته شدند.

## کشتار
طی این عملیات دو روزه که با کشتار همراه بود، همزمان در جنوب شرقی تل آویو کشتارهای فجیع دیگری انجام شد. به گفته موریس مورخ اسراییلی، جنایات انجام شده در عملیات حیرام صریحاً ارتش و مقامات اسرائیل را شرم زده و مجبور به پاسخگویی به اعراب و سازمان ملل طی جلسات مختلف نمود. به پاسخگویی به اتهامات عرب و سازمان ملل متحد در جلسات مختلف شده بودند، خجالت زده‌است. واکنش مقامات رسمی اسرائیل، تکذیب کامل یا مشروط جنایات رخداده بود.